# Análise bioquímica de bactérias
O passo final para a identificação de uma bactéria é dado pelo Estudo do seu bioquimismo. Para este estudo é crucial o isolamento das bactérias em questão, impedindo a contaminação para impedir o erro de identificação. Podemos realizar uma série de testes, optando por aquele que nos parece mais adequado.

## Testes de Sensibilidade
1. Provas de sensibilidade à temperatura ambiente: Aplica-se na identificação de bactérias do género Mycobacterium pelo seu crescimento ou não a temperaturas de 24, 31, 37 e 45°C.
2. Provas de tolerância a condições hostis do meio de cultura:Consistem na cultura de bactérias em meios selectivos. Pode considerar-se dentro deste grupo a lise do Streptococcus pneumoniae em presença da bílis, o que o distingue de outros estreptococos. Um outro exemplo é o Staphylococcus aureus que resiste a meios com NaCl até 15% que inibem a maior parte da flora normal.
3. Sensibilidade dos germens
  - Teste da optoquina: o Streptococcus pneumoniae é sensível à optoquina distinguindo-se dos outros estreptococos que lhe são resistentes.
  - Teste da bacitracina: utiliza-se na caracterização de Streptococcus do grupo A de Lancefield, beta-hemolíticos e muito sensíveis a bacitracina.
4. Nutrientes indispensáveis: É usado na identificação de Haemophylus, testando o seu comportamento frente a dois factores de crescimento: factor X (Heme-ferroporfirina) e factor V (NAD).

## Testes de Metabolismo
Os testes mais importantes são aqueles que dizem respeito ao metabolismo da bactéria, e que na grande maioria das vezes estão relacionados com a presença de enzimas específicas. Assim sendo, fazem-se estudos sobre:
1. Identificação de enzimas respiratórias
  - Pesquisa da Catalase: é indispensável na identificação de cocos gram positivos. Os estafilococos são catalase positivos, enquanto que os estreptococos são catalase negativos.
  - Pesquisa da Oxidase: utiliza-se para diferenciar o género Neisseria (oxidase positiva) de outros cocos gram negativos e para distinguir a família Enterobacteriaceae (oxidase negativa), de outros bacilos gram negativos (oxidase positiva).
2. Metabolismo glicídico: A maioria das bactérias utiliza os hidratos de carbono hidrolizando-os até à formação de ácidos com consequente alteração do pH do meio. Em alguns casos essa hidrólise conduz à formação de gases.
3. Metabolismo proteico e enzimas
  - Hidrólise da gelatina: se a bactéria possuir a enzima gelatinase possui a capacidade de hidrolisar a gelatina e de liquefazer.
  - Produção de gás sulfídrico: a degradação de aminoácidos sulfurados ou peptonas origina este composto, que ao reagir com o citrato de ferro ou acetato de chumbo vai formar manchas de cor negra à superfície da gelose.
  - Produção de indol: a degradação do triptofano dá origem ao indol, que após um período de 24h, reagindo com um composto específico (reagente de Kovacs), vai originar um composto de cor amarelo-avermelhado.
  - Pesquisa de urease: as bactérias com urease vão hidrolisar a ureia, com produção de compostos de amónia que vão alcalinizar o meio.
  - Pesquisa de coagulase: a presença desta enzima indica patogenicidade; na presença de sangue/plasma, os produtores de coagulase (como o Staphylococcus aureus) vão desencadear os mecanismos da coagulação.
  - Pesquisa de enzimas hidrolíticas: esta prova tem a sua principal aplicação na caracterização de espécies do género Streptococcus, alguns dos quais elaboram enzimas hemolíticas.
  - Metabolismo lipídico: Pesquisa de lipase e lecitinase.

A maioria dos laboratórios clínicos produz as diversas provas bioquímicas a partir de substratos liofilizados comercializados por diversas empresas do ramo.
Porém, atualmente, já existem empresas que comercializam essas provas bioquímicas prontas para uso individualmente ou esses testes estão disponíveis em kits comerciais (Exemplo: galerias API da Biomeriéux; Crystal da Becton Dickinson; etc.), e consistem num conjunto de criptas ou cavidades com substratos liofilizados, cujo metabolismo se pretende estudar, e um indicador para verificar a mudança de cor após incubação em estufa microbiológica a 35 °C.